# روبکه
روبکه (به آلمانی: Rübke) یک منطقهٔ مسکونی در آلمان است که در نوی وولمشتورف واقع شده‌است. روبکه ۵۸۳ نفر جمعیت دارد.